# Unterpräfektur Shiribeshi

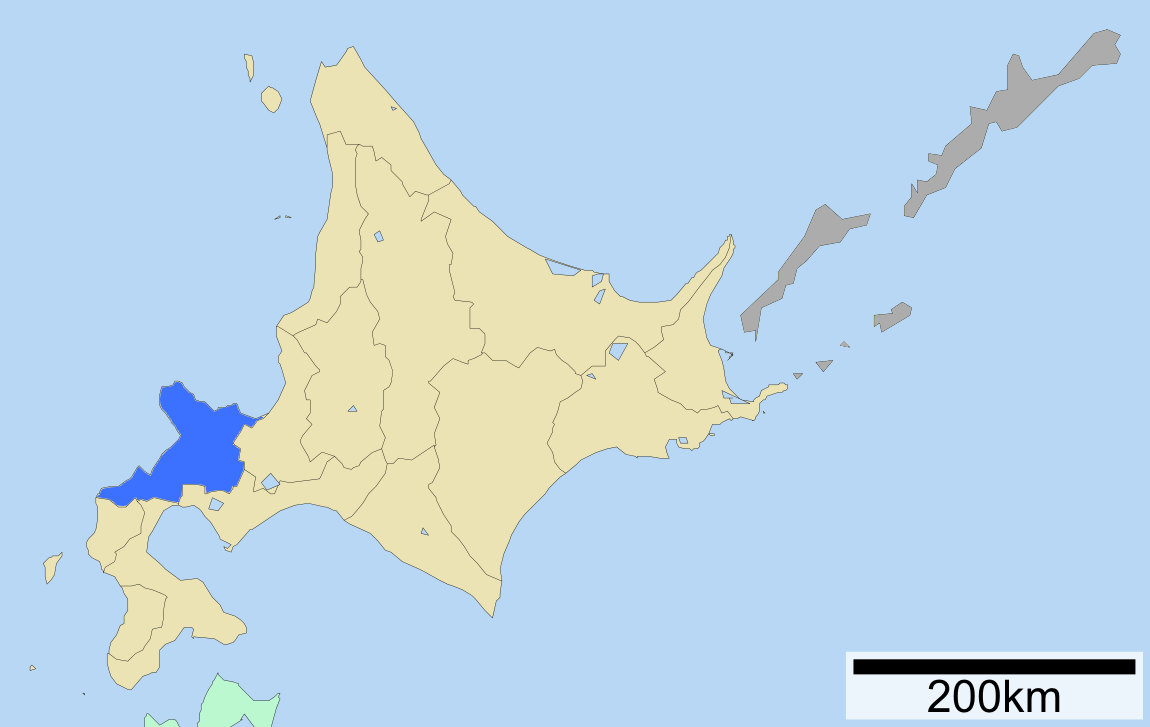
Lage der Unterpräfektur Shiribeshi

Shiribeshi (jap. 後志総合振興局, Shiribeshi-sōgō-shinkō-kyoku) ist eine Unterpräfektur in der Präfektur Hokkaidō. Sie hat eine Fläche von 4.305,65 km² und eine Einwohnerzahl von 256.184 (Stand: 31. Juli 2004).

## Geschichte
Die Unterpräfektur Shiribeshi (後志支庁, Shiribeshi-shichō) entstand 1910 aus der Zusammenlegung der Unterpräfekturen Otaru (小樽支庁, Otaru-shichō), Iwanai (岩内支庁, Iwanai-shichō), Suttsu (寿都支庁, Suttsu-shichō) und Teilen von Muroran.
Bei der Neugliederung von Hokkaidō zum 1. April 2010 erfolgte die Umbenennung in Shiribeshi-sōgō-shinkō-kyoku.

## Verwaltungsgliederung

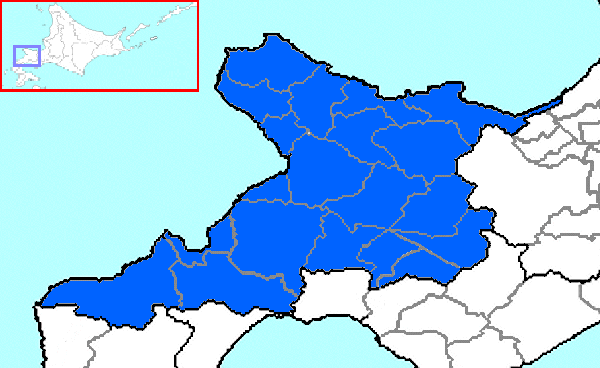
Gemeinden der Unterpräfektur Shiribeshi

Obwohl in Otaru über die Hälfte der Gesamtbevölkerung der Unterpräfektur lebt, ist der Sitz der Präfekturverwaltung Kutchan.

### Großstädte (市,shi)
- Otaru

### Landkreise (郡,gun)
Liste der Landkreise der Unterpräfektur Shiribeshi, sowie deren Städte (町, chō) und Dörfer (村, mura).
| - Shimamaki - Shimamaki - Suttsu - Suttsu - Kuromatsunai - Isoya - Rankoshi - Abuta - Niseko - Makkari - Rusutsu - Kimobetsu - Kyōgoku - Kutchan | - Iwanai - Kyōwa - Iwanai - Furuu - Tomari - Kamoenai - Shakotan - Shakotan - Furubira - Furubira - Yoichi - Niki - Yoichi - Akaigawa |